# FK Babrungas
Maillots
Actualités

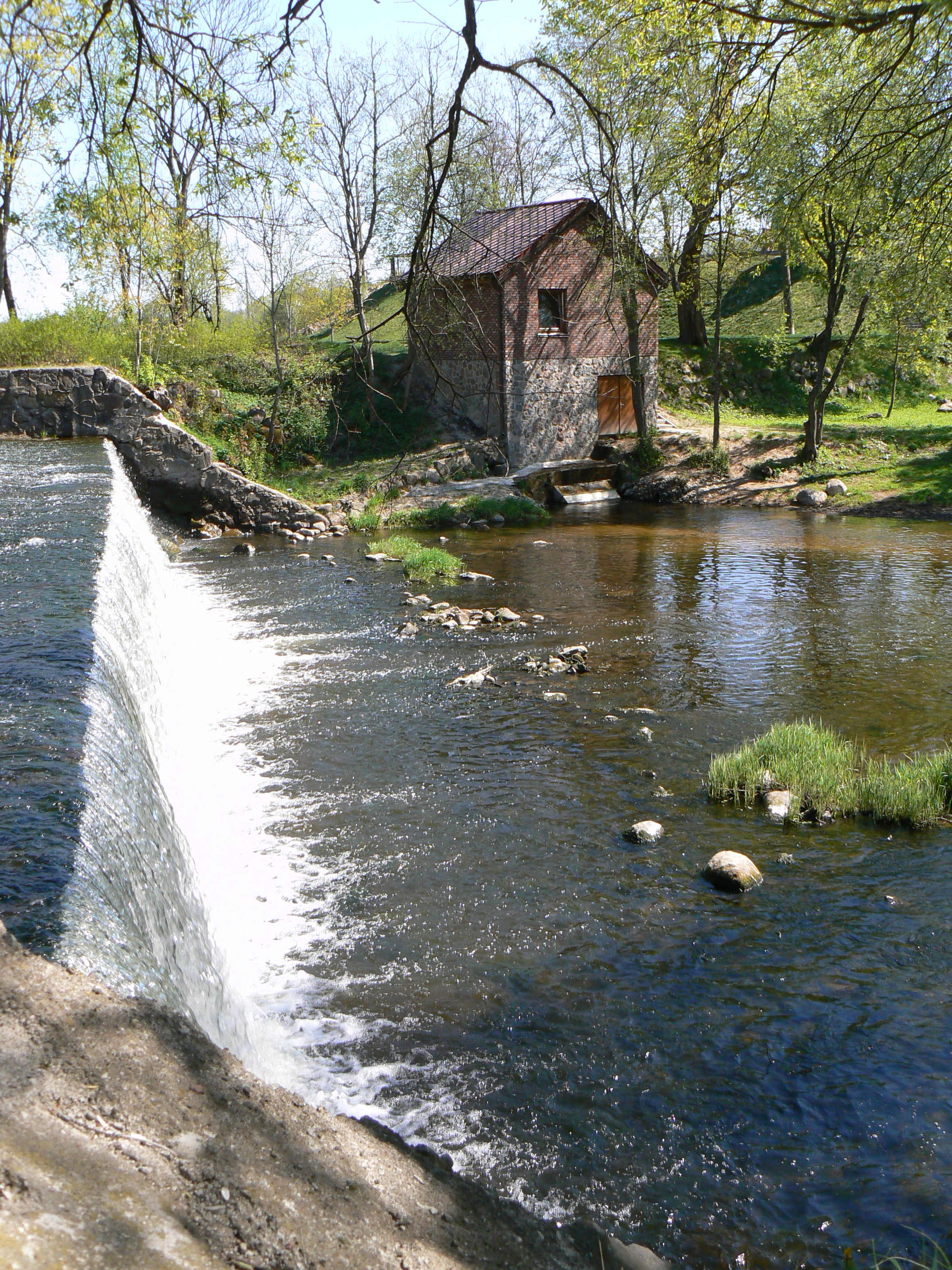
Babrungas – rivière à Plungė.

Le FK Babrungas est un club de football basé à Plungė, en Lituanie. L'équipe participe à l'Pirma Lyga (Division 2).

## Histoire
Le club est fondé en 1935.

### Noms historiques
- 1942—1947 : Babrungas
- 1948—1955 : Spartakas
- 1956—1972 : Linų audiniai
- 1973—1989 : Kooperatininkas
- 1990—1993 : Robotas
- depuis 1994 : Babrungas

## Maillots
| 1956 | 2010 | 2016 | Gardien de but |

### Couleurs
- ???? – 2015.

| BABRUNGAS | BABRUNGAS |

- 2016. –

| BABRUNGAS | BABRUNGAS |

## Palmarès
- A klasė (D1)
  - Champion en 1956[1].
- Coupe de Lituanie
  - Finaliste : 1955 et 1978[2].

### Coupe de Lituanie de football

#### Finale 1955
|  | KPI (Kaunas) | 2 - 0 | Linu audiniai (Plungė) | Jaunimo stadionas, Vilnius |
|  | (?) · (?)    |       |                        |                            |

#### Finale 1978
|  | Kelininkas (Kaunas) | 2 - 0 | Kooperatininkas (Plungė) | Linų audinių stadionas, Plungė |
|  | (?) · (?)           |       |                          |                                |

## Saisons depuis 1956
| Saison    | Niveau | Division | Position | Remarque |
| --------- | ------ | -------- | -------- | -------- |
| 1956      | 1.     | A klasė  | 1.       | Champion |
| 1957      | 1.     | A klasė  | 3.       |          |
| 1958      | 1.     | A klasė  | 7.       |          |
| 1958–1959 | 1.     | A klasė  | 4.       |          |
| 1959–1960 | 1.     | A klasė  | 3.       |          |
| 1960–1961 | 1.     | A klasė  | 5.       |          |